# Dorfkirche Hermersdorf (Müncheberg)

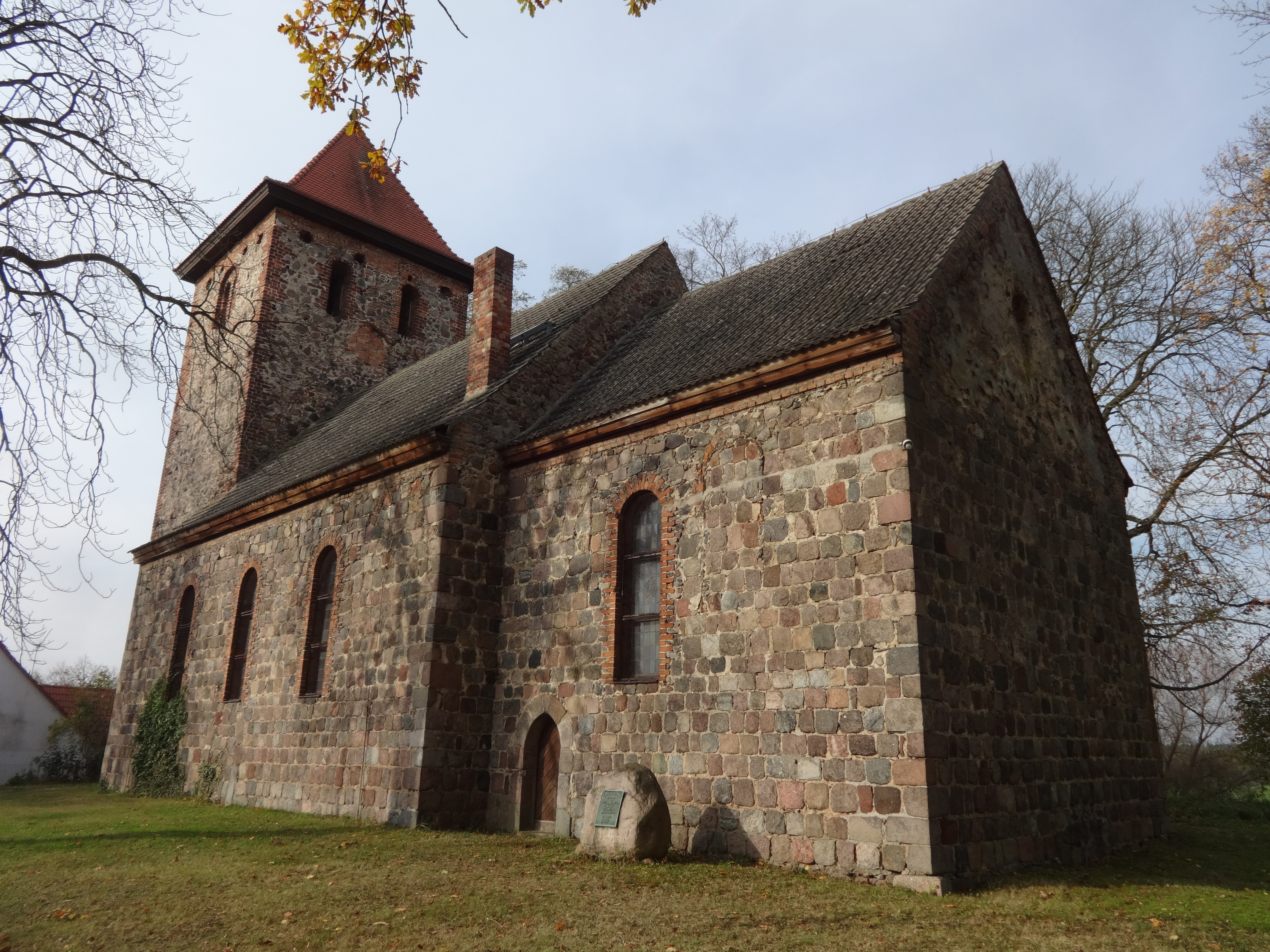
Dorfkirche Hermersdorf

Die evangelische Dorfkirche Hermersdorf ist eine Feldsteinkirche aus dem Ende des 13. Jahrhunderts in Hermersdorf, einem Ortsteil der Stadt Müncheberg im Landkreis Märkisch-Oderland im Land Brandenburg. Die Kirchengemeinde gehört zum Kirchenkreis Oderland-Spree der Evangelischen Kirche Berlin-Brandenburg-schlesische Oberlausitz.

## Lage
Die Hermersdorfer Hauptstraße führt in West-Ost-Richtung durch den Ort. Vor dem Dorfanger zweigt die Friedenshofstraße in südlicher Richtung ab. Das Bauwerk steht nördlich dieser Abzweigung auf einem erhöhten Grundstück, das mit einer Mauer eingefriedet ist.

## Geschichte
Über das Baudatum existieren unterschiedliche Angaben. Während das Dehio-Handbuch vom Ende des 13. Jahrhunderts spricht, legt der Förderverein der Kirche die Errichtung in die Zeit „um 1230“. Um 1400 wurde ein Altar mit der Darstellung von Maria und acht Heiligen aufgestellt, der im 21. Jahrhundert jedoch nicht mehr erhalten ist. Von den Figuren existieren lediglich noch Simon Petrus sowie Anna selbdritt. 1541 kam die Reformation in den Ort. 1613 musste die Kirchengemeinde den alten Westturm abreißen lassen; Handwerker errichten einen Neubau. 1620 wurde dort eine Glocke mit einem Gewicht von 451 kg aufgehängt. Fünf Jahre später ließ die Gemeinde die Innenausstattung erneuern. Im Dreißigjährigen Krieg wurde auch dieser Sakralbau beschädigt. Chronisten sprechen davon, dass dem Bauwerk die Kanzel und Türen fehlten. 1654 kam erstmals wieder ein Pfarrer nach Hermersdorf; 1680 erhielt die Kirche eine neue Kanzel sowie Türen aus Eiche. Zwei Jahre später errichteten Handwerker die Einfriedung um das Gebäude. 1705 erfolgte eine Renovierung des Bauwerks. 1735 erhöhten Handwerker den Turm um 15 Meter, indem sie einen hölzernen Aufbau auf das Turmgeschoss aufsetzten. Dort wurde 1744 eine Kirchturmuhr installiert, die ab 1830 jedoch ihre Funktion einstellte. 1836 ließ die Kirchengemeinde eine größere, durch einen Riss unbrauchbar gewordene Glocke abmontieren. In den folgenden zwei Jahren erfolgten umfangreiche Umbaumaßnahmen. Der hölzerne Aufbau wurde wieder zurückgebaut, dafür erhielt das Kirchenschiff in seinem Innenraum eine flache Decke. Der Marienaltar gelangte in das Museum nach Müncheberg. Gleichzeitig vergrößerten Handwerker die Fenster und stellten über dem Altar eine neue Kanzel auf. Die Gemeinde wuchs in den kommenden Jahrzehnten, so dass 1870 zwei Seitenemporen mehr Platz für die Gläubigen boten. Ein Jahr später konnte eine Orgel angeschafft werden. Im Zweiten Weltkrieg lag der Ort in der Hauptkampflinie und wurde erheblich zerstört. Dabei wurde auch die Kirche schwer beschädigt.
In den Jahren 1952 bis 1954 baute die Kirchengemeinde die Kirche wieder auf. Das Holz wurde dabei von den Einwohnern gestiftet. Handwerker errichteten eine Orgelempore und stellten im Chor einen Altar auf, der drei Bilder des Berliner Künstlers Herrler beinhaltete. Der Kunstmaler Rudolf Grunemann aus Frankfurt (Oder) nahm die Kirchenausmalung vor. Am 31. Oktober 1954 konnte die Kirchengemeinde die erneute Kirchweihe feiern. In den kommenden Jahrzehnten wurden kaum Unterhaltsmaßnahmen durchgeführt. Bis 1990 wurden lediglich das Dach und der Innenraum ausgebessert, so dass es zu zahlreichen Schäden am Gebäude kam. 2001 gründete sich ein Förderverein, der zunächst eine Schadensaufnahme vornahm und sich um Fördermittel bemühte. Von 2004 bis 2012 konnte so der Turm rekonstruiert werden. Dies umfasste eine Erneuerung der Treppen und Ebenen, eine neue Eindeckung des Dachs sowie eine Elektroinstallation, die seitdem unter anderem die verbliebene Glocke antreibt. Diese wurde in einen neuen Glockenstuhl gebaut. Die vielfältigen Bemühungen konnten jedoch nicht verhindern, dass die kirchliche Nutzung zurückläufig war. Hinzu kam der Verkauf des Pfarrhauses im Jahr 2005, das zuvor für Veranstaltungen genutzt wurde. Der Förderverein setzt sich daher seither für einen Ausbau der Nutzung, beispielsweise durch Lesungen oder Konzerte ein. Im Jahr 2025 befasst sich der Förderverein mit der Restaurierung von Altarfiguren, die wiederentdeckt wurden. Die Kirchengemeinde hat außerdem eine restaurierungsbedürftige Orgel als Geschenk erhalten.

## Baubeschreibung

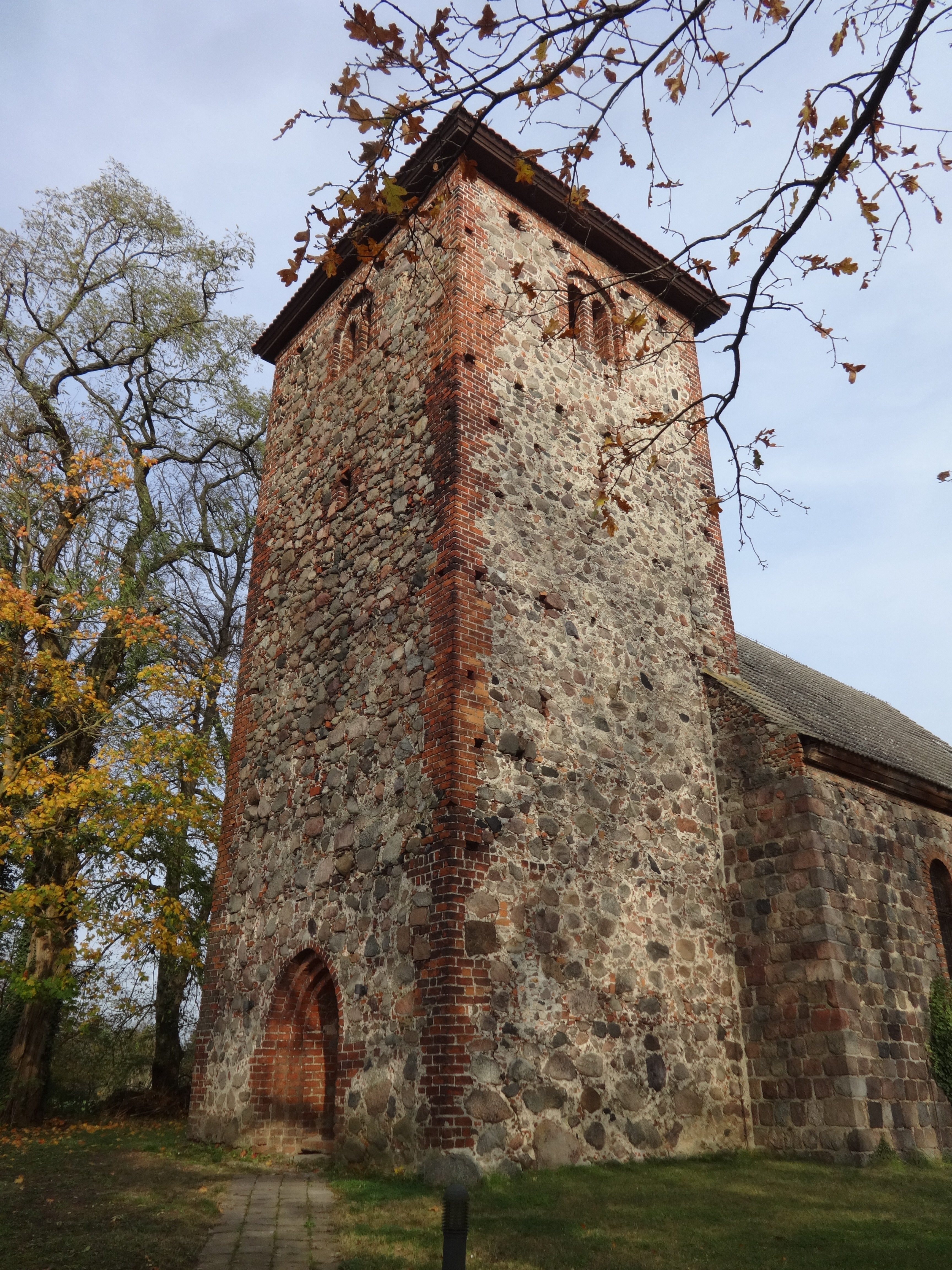
Westturm

Das Bauwerk wurde im Wesentlichen aus Feldsteinen errichtet, während bei Ausbesserungsarbeiten in der Regel rötlicher Mauerstein zur Anwendung kam. Der Chor ist gerade und leicht eingezogen. Er hat einen rechteckigen Grundriss mit Wänden, die aus sorgfältig behauenen Feldsteinen hochgezogen wurden. An der Ostseite sind die Reste eines Lanzett-Drillingsfensters aus der Bauzeit erkennbar. Sie wurden sorgfältig zugesetzt, wobei die Handwerker darauf achteten, die Linien der Wand aufzugreifen. Lediglich im nördlich gelegenen Fenster wurden im unteren Bereich Gesteinssplitter verwendet. Der Giebel entstand aus unbehauenen Steinen. Es ist daher möglich, dass er zu einer früheren Zeit verputzt oder verbrettert war. An der Südseite des Chors ist im westlichen Bereich eine Priesterpforte aus der Bauzeit erhalten geblieben. Rechts oberhalb ist ein rundbogenförmiges, großes Fenster, dessen Laibung mit rötlichem Mauerstein eingefasst ist. Rechts daneben sind die Reste eines deutlich kleineren, aber ebenfalls rundbogenförmigen Fensters erkennbar. Auch dieses wurde sorgfältig zugesetzt. Links des Fensters ist der Bogen eines weiteren Fensters erkennbar, so dass der Chor vermutlich zur Bauzeit mit zwei kleinen Öffnungen ausgestattet war. Diese sind auch an der Nordseite erkennbar. Hier wurde das östlich gelegene Fenster nicht so sorgfältig zugesetzt und tritt daher deutlicher aus der Fassade hervor. Am Übergang zur Dachtraufe ist eine schmale, umlaufende Lage aus rötlichen Mauersteinen; darüber ein schlichtes Satteldach.
Das Kirchenschiff entstand ebenfalls aus sorgfältig behauenen Feldsteinen; lediglich im Ostgiebel wurden unbehauene Steine eingesetzt. Es hat ebenfalls einen rechteckigen Grundriss. An der Nord- und Südseite sind drei große, ebenfalls rundbogenförmige Fenster mit einer Laibung aus rötlichem Mauerstein. Es ist denkbar, dass an diesen Bauteilen die vorhandenen Fenster „barock“ vergrößert wurden. An der Südseite ist unterhalb des mittleren Fensters ein zugesetztes Gemeindeportal. Der Schlussstein ist seit der Vergrößerung des Fensters nicht mehr vorhanden; die übrigen Steine jedoch sorgfältig behauen. Allerdings wurden beim Zusetzen die Linien nicht so exakt aufgegriffen, wie es am Chor der Fall war. Das Schiff trägt ein Satteldach, aus dem an der südöstlichen Ecke ein Schornstein emporragt.
Nach Westen schließt sich der quadratische und gegenüber dem Schiff eingezogene Kirchturm an. Er wurde aus unbehauenen Feldsteinen errichtet; die Ecken aus Mauerstein. Der Zugang erfolgt über ein vierfach getrepptes und spitzbogenförmiges Portal, das mit einer hölzernen Tür verschlossen ist. Darauf ist ein Kreuz. Der übrige Baukörper ist weitgehend geschlossen. Lediglich unterhalb des Glockengeschosses ist an der Westseite eine kleine, hochrechteckige Öffnung. Es folgt an jeder Seite eine bogenförmige Blende, in die je zwei gekuppelte Klangarkaden eingelassen sind. An der Ostseite sind diese auseinandergezogen und bestehen aus zwei einzeln stehenden Öffnungen. Darunter ist eine Ausbesserungsstelle erkennbar, an der sich zu einer früheren Zeit die Turmuhr befunden haben könnte. Das mit Biberschwanz gedeckte Pyramidendach schließt mit einem Kreuz ab.

## Ausstattung
Der Altar besteht aus einem hölzernen Tisch, der aus massivem Holz mit einer Dicke von rund 3 cm gearbeitet wurde. Er ist rund 2,2 m lang und rund 1 m breit und ruht auf einem weiß verputzten Sockel aus Mauersteinen. Darauf stehen ein hölzernes Kreuz sowie zwei ebenfalls hölzerne Kerzenständer. Das Altarretabel besteht aus einem dreiflügeligen Aufsatz, den der Künstler Herrler aus Linoleum um 1953 schuf. Es zeigt im Hauptfeld die Kreuzigung Christi, links die Geburt Jesu und rechts die Taufe Jesu. Links vor dem Altar steht eine rund 90 cm hohe und hölzerne Fünte. An der nördlichen Chorwand ist eine Sakramentsnische. Rudolf Grunemann schuf vier Wandgemälde mit Episoden aus dem Leben des Apostel Petrus.
Zur ursprünglichen Ausstattung gehörte ein Marienaltar mit acht Skulpturen aus dem frühen 16. Jahrhundert, der bei der Umgestaltung in den Jahren 1836 und 1837 entfernt und zunächst auf dem Dachboden des Pfarrhauses zwischengelagert wurde. Als dieses im Jahr 1867 umgebaut werden sollte, kamen die Figuren in das Heimatmuseum des Kreises Lebus in Münchenberg. Dieses Bauwerk wurde im Zweiten Weltkrieg zerstört; einige Exponate konnten jedoch gerettet werden. Darunter befinden sich zwei Skulpturen, die Anna selbdritt sowie Petrus zeigen. Die rund 101 cm hohen Figuren aus der „Werkstatt des Bernauer Altares“ aus der Zeit um 1520 wurden im Jahr 2017 gesichert und kamen am 27. Juni 2022 nach Hermersdorf zurück. Für die abschließende Restauration werden weitere 9.000 Euro benötigt.
Im Turm hängt eine Glocke, die 1620 von Christian Heinze in Spandau gegossen wurde. Sie ist eine Stiftung des Kirchenpatrons Christian Pfuel und trägt die Inschrift: „AN GOTTES SEGEN IST ALLES GELEGEN DER EDLE UND EHRENFESTE CHRISTIAN PFUHL UND JOACHIM FRIDRICH SCHABELOW ALLHIER KIRCHENPATRON UND GERICHTSHERREN, DANIEL NIGRINUS PFARHERR. CHRISTAN HEINZE GIESSER ZU SPANDAU ANNO 1620“.
Das Bauwerk ist in seinem Innern flach gedeckt; der Chor mit einem hölzernen Tonnengewölbe wird von einem Triumphbogen optisch vom Schiff getrennt.
Vor der südlichen Chorwand steht ein Findling mit einer Gedenktafel, die an die Gefallenen aus dem Ersten Weltkrieg erinnert.